# Hal Sparks
Hal Sparks (de son nom complet Hal Magee Sparks III), né le 25 septembre 1969 à Cincinnati (Ohio), est un acteur, humoriste et musicien américain.

## Biographie
Ayant des origines cherokees, Hal Sparks passe sa jeunesse à Peak Mills (Kentucky), puis déménage à l'âge de 14 ans à Chicago (Illinois), pour fréquenter le lycée.  Humoriste, il a reçu d'un journal local le titre de Funniest Teenager in Chicago (plus drôle adolescent de Chicago) en 1987.
Il poursuit sa carrière à Los Angeles en interprétant des one-man-show et quelques rôles dans des séries télévisées. Il a également été un des présentateurs de l'émission Talk Soup sur la chaîne E!.
De 2000 à 2005, il joue le rôle de Michael Novotny dans la série LGBT Queer as Folk.
Il est le chanteur d'un groupe de hard rock, Zero1 (anciennement The Hal Sparks Band), qui comprend également Robert Hall à la guitare basse et Miles Loretta (un cousin de Hal) à la batterie.

## Filmographie

### Cinéma
- 1989 : Chopper Chicks in Zombietown
- 1996 : Invader
- 1999 : Lost & Found
- 2000 : Eh mec ! Elle est où ma caisse ? de Danny Leiner : Zoltan
- 2001 : Docteur Dolittle 2 de Steve Carr : voix d'un des poissons de l'école
- 2003 : Dickie Roberts, ex enfant star de Sam Weisman
- 2004 : Lightning Bug
- 2004 : Spider-Man 2 de Sam Raimi : l'homme dans l’ascenseur avec Spider-Man

### Séries télévisées
- 2000-2005 : Queer as Folk (5 saisons)
- 2007 : Las Vegas (saison 3) : un professeur expert en relations conjugales
- 2012-2015 : Les Bio-Teens : Donald Davenport (tous les épisodes)
- 2016 : Lab Rats : Elite Force : Donald Davenport
- 2016 : La fête à la maison, 20 ans après : épisode 11
- 2018 : Grey's anatomy (épisode 18 saison 14) : docteur Scott Hanson